# Zodarion ruffoi
Zodarion ruffoi är en spindelart som beskrevs av Lodovico di Caporiacco 1951. Zodarion ruffoi ingår i släktet Zodarion och familjen Zodariidae. Inga underarter finns listade i Catalogue of Life.